# François Léon Lebrun
Pour les articles homonymes, voir Lebrun.
François Léon Lebrun, né le 10 octobre 1731 à Rians (Var) et mort le 4 juillet 1800 à Vendôme (Loir-et-Cher), est un général de brigade de la Révolution française.

## États de service
Entré dans l'armée en tant que lieutenant au bataillon des milices d'Aix en 1750, il devient capitaine d'infanterie en 1760. Il est fait chevalier de Saint-Louis en 1763.
Le capitaine Lebrun est nommé lieutenant-colonel au 73e régiment d’infanterie de ligne le 25 juillet 1791. Il est élevé au grade de chef de brigade commandant le même régiment le 22 février 1793. Il combat au sein de l'Armée de Belgique en 1792 et 1793.
Il est promu général de brigade provisoire le 3 juillet 1793 par le général Ferrand, commandant la défense de Valenciennes assiégée par les armées coalisées. Il est fait prisonnier de guerre le 28 juillet 1793 lors de la capitulation de la place.
Remis en liberté sur parole le 3 août 1793, il rejoint alors le dépôt régimentaire du 73e régiment à Vendôme. Il est admis à la retraite le 1er janvier 1794 avec le grade de chef de brigade.

## Sources
- (en) « Generals Who Served in the French Army during the Period 1789 - 1814: Eberle to Exelmans »
- (pl) « Napoléon.org.pl »
- Côte S.H.A.T.: 20 YD 66
- Léon Hennet, Etat militaire de France pour l’année 1793, Siège de la société, Paris, 1903, p. 142.